# Rue Saint-Médard
La rue Saint-Médard est une voie située dans le quartier du Jardin-des-Plantes du 5e arrondissement de Paris.

## Situation et accès
La rue Saint-Médard est desservie à proximité par la ligne 7 à la station Place Monge.

## Origine du nom
Elle ne doit pas son nom à l'église Saint-Médard, qui est bien plus bas, mais à son débouché sur la rue Saint-Médard d'alors, aujourd'hui rue Gracieuse.

## Historique
Cette ancienne rue est déjà présente sur les plans de Paris datant de 1609, suggérant une création antérieure. Elle s'appelle alors « rue Ablon » en raison de sa localisation sur le vignoble homonyme appartenant à l'abbaye Sainte-Geneviève.
Il est cité sous le nom de « rue d'Ablon » dans un manuscrit de 1636.
Elle devient à la fin du XVIe siècle la « rue Neuve-Saint-Médard » en raison de son débouché sur la rue Saint-Médard d'alors, aujourd'hui rue Gracieuse.

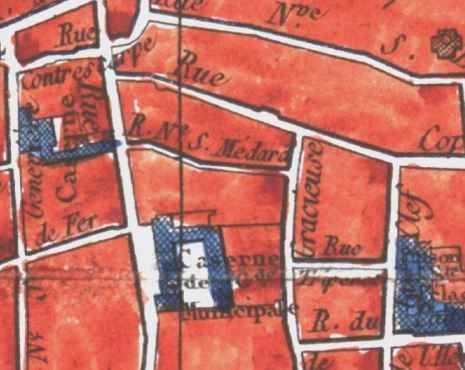
Rue Saint Médard - plan de Paris d'Ambroise Tardieu - 1839.
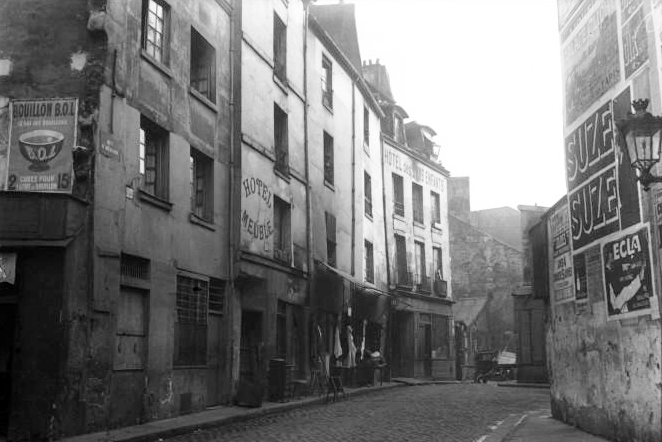
La rue en 1913.
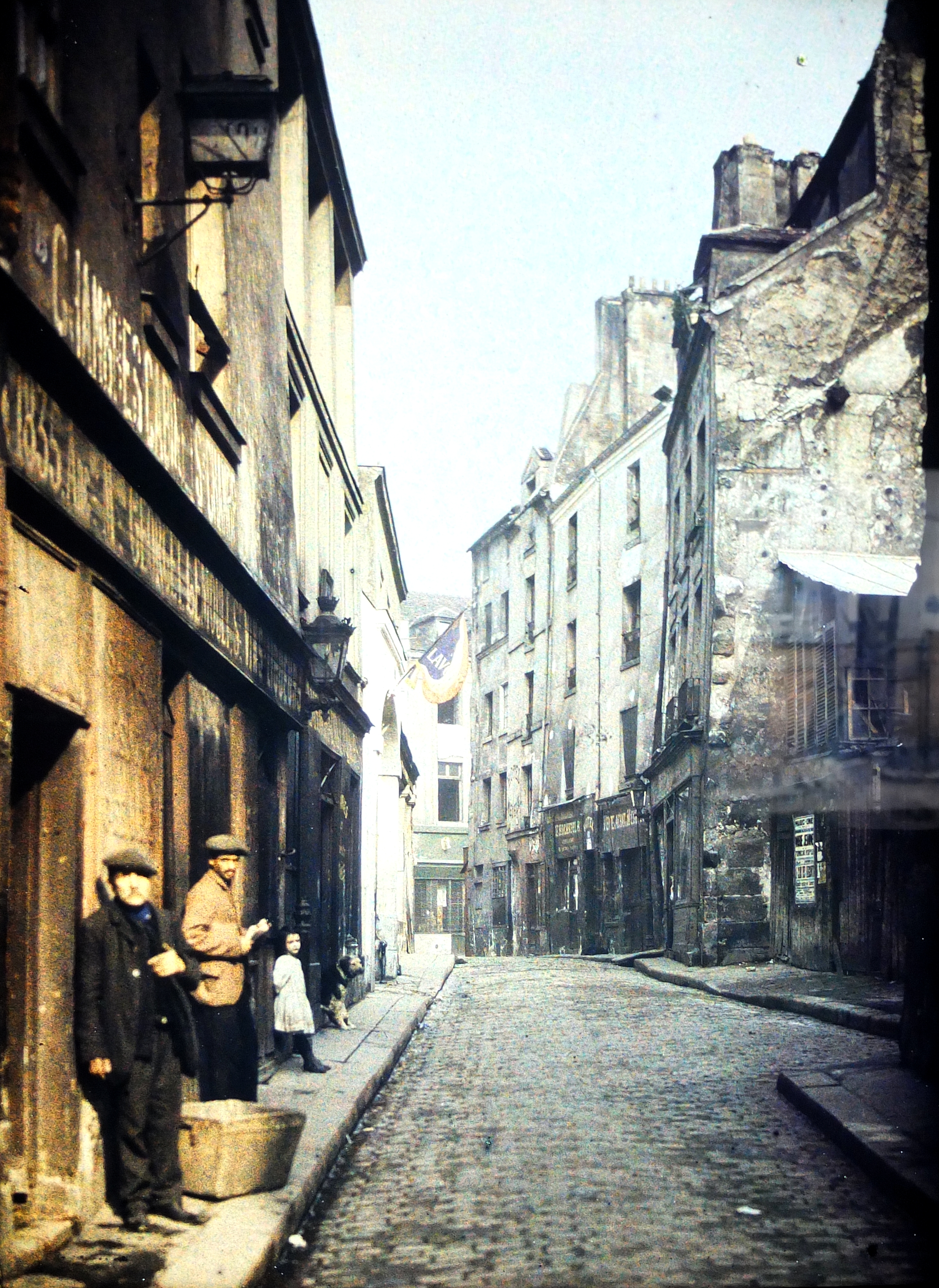
Autochrome de 1914 (collection Albert Kahn).

## Bâtiments remarquables et lieux de mémoire
- Le square Marius-Constant (ex-square de la rue Ortolan) entre les nos 1-15.

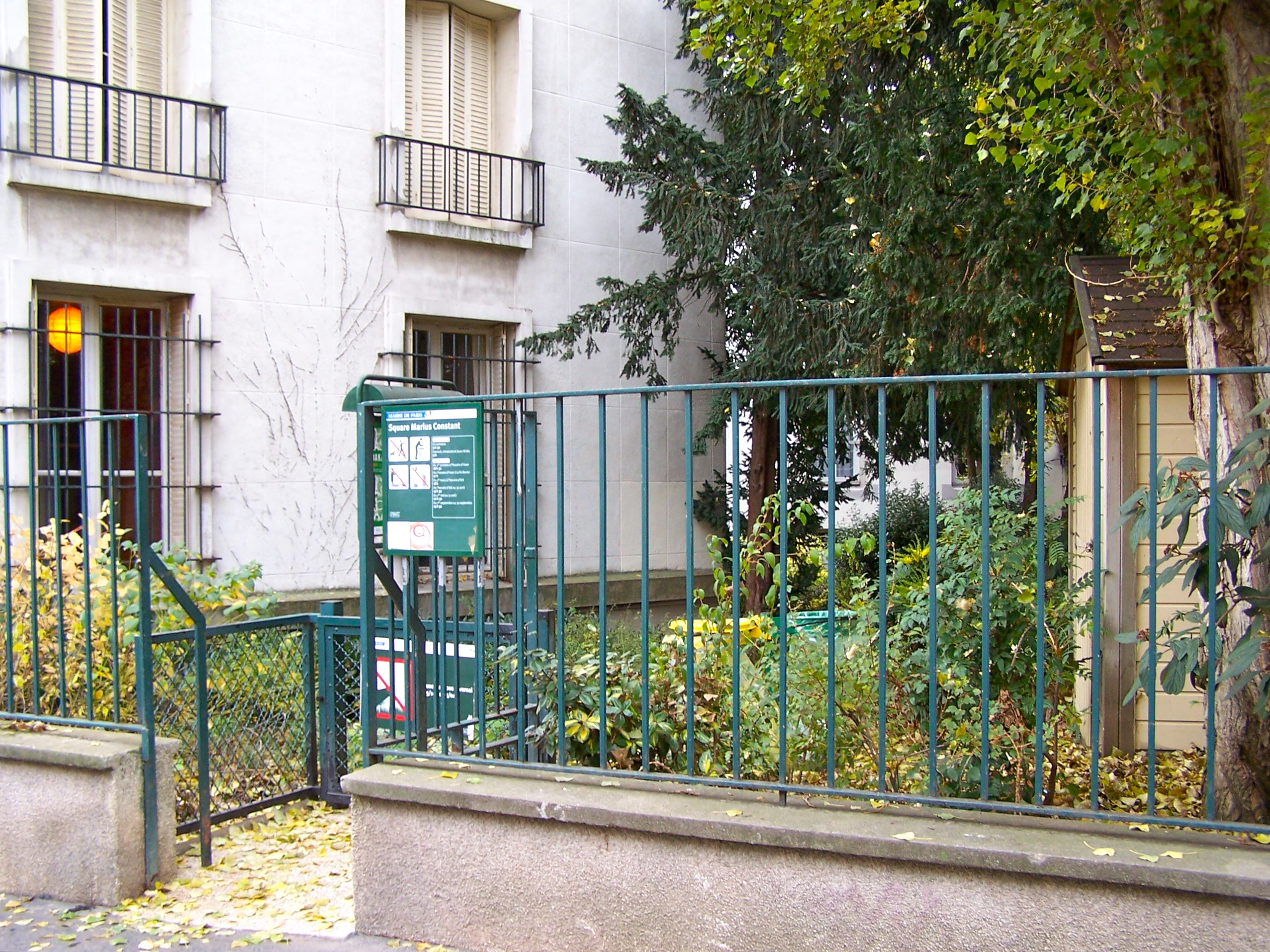
Entrée du square Marius-Constant.
Exemples d'art urbain à l'angle de la rue Mouffetard.